# Cenchrus platyacanthus
Cenchrus platyacanthus är en gräsart som beskrevs av Nils Johan Andersson. Cenchrus platyacanthus ingår i släktet tagghirser, och familjen gräs.
Artens utbredningsområde är Galápagosöarna. Inga underarter finns listade i Catalogue of Life.